# 馬德望省
馬德望省（高棉語發音：[kʰaet ˌɓat ɗɑm ˈɓɑːŋ]）是柬埔寨西北部的一個省，省會是馬德望。該省的高棉語意思是「失去權杖」，得名於高棉人古代的一一个传说。
該省的北面是班迭棉吉省，南面是菩薩省，東面是暹粒省和洞里萨湖，西面同泰國的達叻府接壤，本省是柬埔寨北部人口最多的省份。第二次泰法戰爭時泰国军队占领了马德望，直到二战结束。
該省土壤十分肥沃，因此號稱「柬埔寨的糧倉」，80％人民從事農林業，漁業生產。農業除了出產大米以外，還有苞谷、甜薯、大豆、黃麻、甘蔗、各種水果等等，養豬業也十分發達。
人口情形男性1,043,928人，女性523,801人(2016年數據)。

## 行政區劃
本省分為以下十三個縣：
- 巴南县（ស្រុកបាណន់ ）
- 特莫戈县（ស្រុកថ្មគោល）
- 马德望县（ក្រុងបាត់ដំបង）
- 巴韦县（ស្រុកបវេល ）
- 埃普县（ស្រុកឯកភ្នំ）
- 蒙勒塞县（ស្រុកមោងឫស្សី）
- 拉达纳蒙多县（ស្រុករតនមណ្ឌល）
- 桑岐县（ស្រុកសង្កែ ）
- 三洛县（ស្រុកសំឡូត）
- 三坡龙县（ស្រុកសំពៅលូន）
- 普农布雷县（ស្រុកភ្នំព្រឹក ）
- 贡良县（ស្រុកកំរៀង）
- 戈格罗县（ស្រុកគាស់ក្រឡ）

## 外部連結
- 馬德望省